# Matija Hvale
Matija Hvale, tudi Matthie Qualle, Mathias Qualle, slovenski filozof, poznosrednjeveški  sholastik z začetki humanizma, * 1470 ali še prej, Vače, Kranjska, (danes Slovenija), † 1518.

## Življenje
O njegovi mladosti ni ničesar znanega. Leta 1491 se je odpravil študirat na Dunaj. Študije je končal leta 1498 in je bil najkasneje leta 1502 že magister na artistični fakulteti. Na univerzi, kjer je sam študiral, je poučeval filozofsko-naravoslovne smeri. Predmet njegovih predavanj je bila predvsem logika.  Leta 1510 je postal dekan na svoji fakulteti. Bil je izvrsten govornik. Iz vseh stanov so ga hodili poslušat. Družil in povezoval se je z znamenitimi Slovenci tistega časa. To so bili: 
- Tomaž Prelokar (učitelj cesarja Maksimiljana I.- prvi rimsko nemški cesar, ki je zato znal celo slovensko),
- Brikcij Preprosti (večkratni dekan na artistični in teološki fakulteti na Dunaju),
- Jurij Slatkonja (glasbenik in škof),
- Bernard Perger (pisec latinske slovnice, cesarjev zaupnik, univerzitetne funkcije) in
- Pavel Obersteiner (Matija Hvale mu je posvetil svojo knjigo. Bil cesarjev zaupnik in diplomat).

## Delo
Konec 1512 je spisal svoje življenjsko delo Parvulus philosophiae naturalis ali tudi Commentarii in parvulum philosophiae naturalis (slovensko: Razlaga filozofije narave). Tisk: Henrik Gran, 1513, Hagenau. Avtor je knjigo posvetil svojemu kranjskemu rojaku Pavlu Oberstainu.
V knjigi komentira predvsem Aristotela in druge filozofe. 
Izhodiščni tekst je napisal Peter Geritche iz Dresdena in obsega 22 strani, Hvaletovi komentarji pa obsegajo 179 strani in so razdeljeni v tri dele:
- Razprava o naravi snovi, oblikah, gibanju, prostoru in času (fizikalne vsebine),
- Razprava o prvinah, spreminjanju, propadanju in obnavljanju (biološke vsebine),
- Razprava o duševnosti, nezavednem, čutnem, miselnem (psihološke vsebine).

## Dejstva
- Prvi znani slovenski filozof imenovali so ga »vir unis libri« ali »človek ene knjige«. Njegovo delo je bilo na vrhuncu takratne modroslovne znanosti.
- To je hkrati ena prvih tiskanih knjig slovenskega avtorja.
- V knjigi je objavljena najstarejša od slovenskega avtorja priobčena anatomska podoba, ki želi ponazoriti povezavo med človekovimi psihičnim doživljanjem in telesnimi odzivi. Očitna je pa tudi portretnost te podobe – morda je to lik avtorja.

## Zanimivosti
- Leta 1510 je pustošila na Dunaju kuga in Matija Hvale je zavzeto pospeševal gradnjo bolnišnice za obolele študente. Če je bilo potrebno, je tudi sam prijel za čopič in prebelil stene z apnom.